# Assunta Meloni
Assunta Meloni,née le 21 avril 1951 est une femme politique de Saint-Marin. Elle est capitaine-régent de Saint-Marin du 1er octobre 2008 au 1er avril 2009, en tandem avec Ernesto Benedettini. Assunta Meloni  est membre de l'Alliance populaire.